# Norbert Gyene
Norbert Gyene (* 18. April 1994 in Veszprém) ist ein ungarischer Handballspieler. Der Rechtsaußen gehört der Ungarischen Beachhandball-Nationalmannschaft der Männer an, wo er ebenfalls auf der rechten Seite agiert.

## Hallenhandball
Norbert Gyene begann seine Laufbahn beim ungarischen Spitzenclub KC Veszprém. Hier durchlief er zunächst die Nachwuchsmannschaften und debütierte in der Saison 2010/11 in der dritten Mannschaft bei den Männern in der dritten Liga. Ein Jahr später spielte er schon für die zweite Mannschaft in der zweiten ungarischen Liga. 2013/14 bestritt Gyene seine erste Saison für den Serienmeister und kam sowohl zu 31 Einsätzen in der ersten Liga als auch zu 20 Spielen in der zweiten Mannschaft. In dieser Saison wurde er mit Veszprém ungarischer Meister. Die nächsten beiden Jahre wurde er von seinem Stammverein innerhalb der ersten ungarischen Liga ausgeliehen, zunächst zum Hauptstadtklub PLER KC, mit dem er Drittletzter wurde, 2015/16 zu Balatonfüredi KSE, mit dem er den dritten Rang in der Liga erreichte. 2016 kehrte Gyene zu Veszprém zurück, konnte sich aber nicht durchsetzen und kam zumeist in der zweiten Mannschaft zum Einsatz. Mit vier Erstligaeinsätzen in der Saison wurde er indes zum zweiten Mal ungarischer Meister. Daraufhin wechselte Gyene zu Orosházi FKSE, mit dem er in der folgenden Saison abgeschlagen aus der ersten Liga abstieg. Deshalb wechselte er schon nach einer Saison zum KC Veszprém zurück und hatte wieder mehr Spielanteile, wurde jedoch mit der Mannschaft in dem Jahr nur Vizemeister, weil SC Szeged sich den Titel sicherte. Seit 2019 spielt Gyene für den Erstligisten Ceglédi KKSE. Bis zum coronabedingten Abbruch der Spielsaison 2019/20 bestritt Gyene 148 Spiele in der ersten, 70 Spiele in der zweiten und drei Spiele in der dritten ungarischen Liga. Hinzu kommen neun Spiele im Pokal und 25 Einsätze im Ligapokal.
International erreichte Gyene mit Veszprém 2013/14 das Halbfinale der EHF Champions League, kam aber während des Finalturniers nicht zum Einsatz. Auch 2016/17 gehörte er dem Kader an, der erneut das Finalturnier erreichte und am Ende Dritte wurde, bestritt in der Saison aber kein internationales Spiel.
Gyene war ungarischer Juniorennationalspieler uns stand im Aufgebot der Junioren-Europameisterschaften 2014 in Linz, wo er mit Ungarn den neunten Platz belegte. Zudem verpasste er mit seiner Mannschaft die Qualifikation zur U-21-Handball-Weltmeisterschaft 2015.

## Beachhandball
Gyene hatte zunächst Erfolge mit den Jugend- und Junioren-Nationalmannschaften. 2012 gewann er mit Ungarn bei den Jugend-Europameisterschaften in Batumi die Bronzemedaille, ein Jahr später bei den Junioreneuropameisterschaften 2013 in Randers, Dänemark, gewann er mit seiner Mannschaft den Titel.
Bei den Weltmeisterschaften 2016 gehörte Gyene erstmals der A-Auswahl seines Landes an. Ungarn begann das Turnier durchwachsen, nach der Vorrunde standen drei Siege, aber auch zwei Niederlagen zu Buche. Nachdem beide Spiele der Hauptrunde, darunter gegen die „Übermannschaft“ Brasilien, die bei den drei vorherigen Weltmeisterschaften den Titel gewonnen hatten, gewonnen wurden, zog Gyene mit seiner Mannschaft als Gruppendritter in die Halbfinals ein. Dort wurde im Shootout gegen Kroatien, den späteren Weltmeister, verloren. Auch das Spiel um den dritten Platz verloren die Ungarn im Shootout gegen Katar.
Die Europameisterschaften 2017 am Jarun-See in Zagreb verliefen ähnlich wie die zwei Jahre zuvor. Dieses Mal gelang Gyene mit seiner Mannschaft ein überaus guter Start mit sieben Siegen in den ersten sieben Spielen. Erst das letzte Hauptrundenspiel gegen Kroatien ging verloren. Nach einem Sieg über Dänemark im Viertelfinale wurde erneut das Halbfinale gegen Spanien und anschließend das Spiel um Rang drei gegen Kroatien verloren. Auch bei den World Games wenig später platzierten sich die ungarischen Männer auf dem vierten Rang.

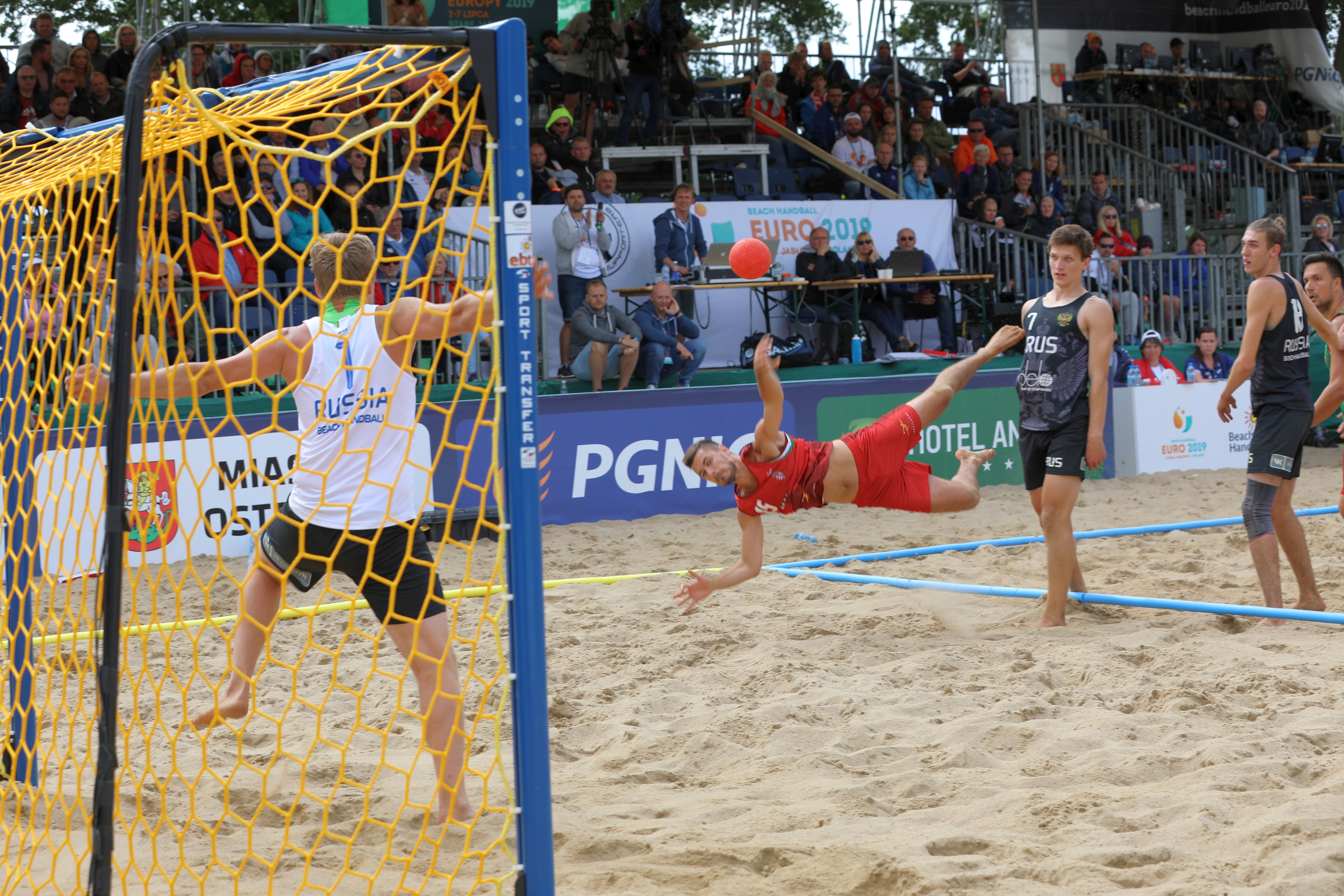
Gyene beim Torabschluss im Spiel um den dritten Platz bei der EM 2019 gegen Russland: im Tor Anton Sabolotski, in der Verteidigung Jegor Kotschura (#7) und Maxim Jesman (#18)

Die Weltmeisterschaften 2018 wurde zu Gyene größtem internationalem Erfolg bis dahin. Nach zwei Siegen gegen Neuseeland und Vietnam wurde erst das letzte Spiel der Vorrundengruppe gegen Spanien verloren, damit zog Ungarn als Gruppenzweiter in die Hauptrunde ein. Dort wurde zunächst Uruguay im Shootout besiegt. Nach einer Niederlage gegen Kroatien wurde im letzten Spiel der Gruppenphase der Iran im Shootout geschlagen. Somit zog Ungarn als Dritter der Gruppe in das Viertelfinale, in dem Russland geschlagen wurde. Nach einer erneuten Niederlage im Halbfinale gegen Kroatien konnte Gyene mit Ungarn das Kleine Finale gegen Schweden klar gewinnen und die Bronzemedaille erringen. Bei den Europameisterschaften 2019 in Stare Jabłonki, Polen, konnten die Ungarn sich erneut gut platzieren. Nach sechs Siegen in der Vor- und Hauptrunde verlor Ungarn erneut erst das letzte der Hauptrundenspiele, erneut gegen Kroatien. Im Achtelfinale wurde Deutschland im Shootout besiegt. Wie bei den beiden Europameisterschaften zuvor wurde wieder im Halbfinale verloren, dieses Mal gegen Dänemark. Das Spiel um den dritten Rang gegen Russland konnte Gyene mit Ungarn mit 2:0 gewinnen.
National gewann Gyene auf Vereinsebene mit Hír-Sat BHC von 2017 bis 2019 dreimal in Folge den Titel bei den ungarischen Meisterschaften, 2017 bis 2019 jeweils den ungarischen Pokalwettbewerb. International konnte er mit seinem Verein am EHF Beach Handball Champions Cup teilnehmen und wurde 2017 Vierter.

## Erfolge

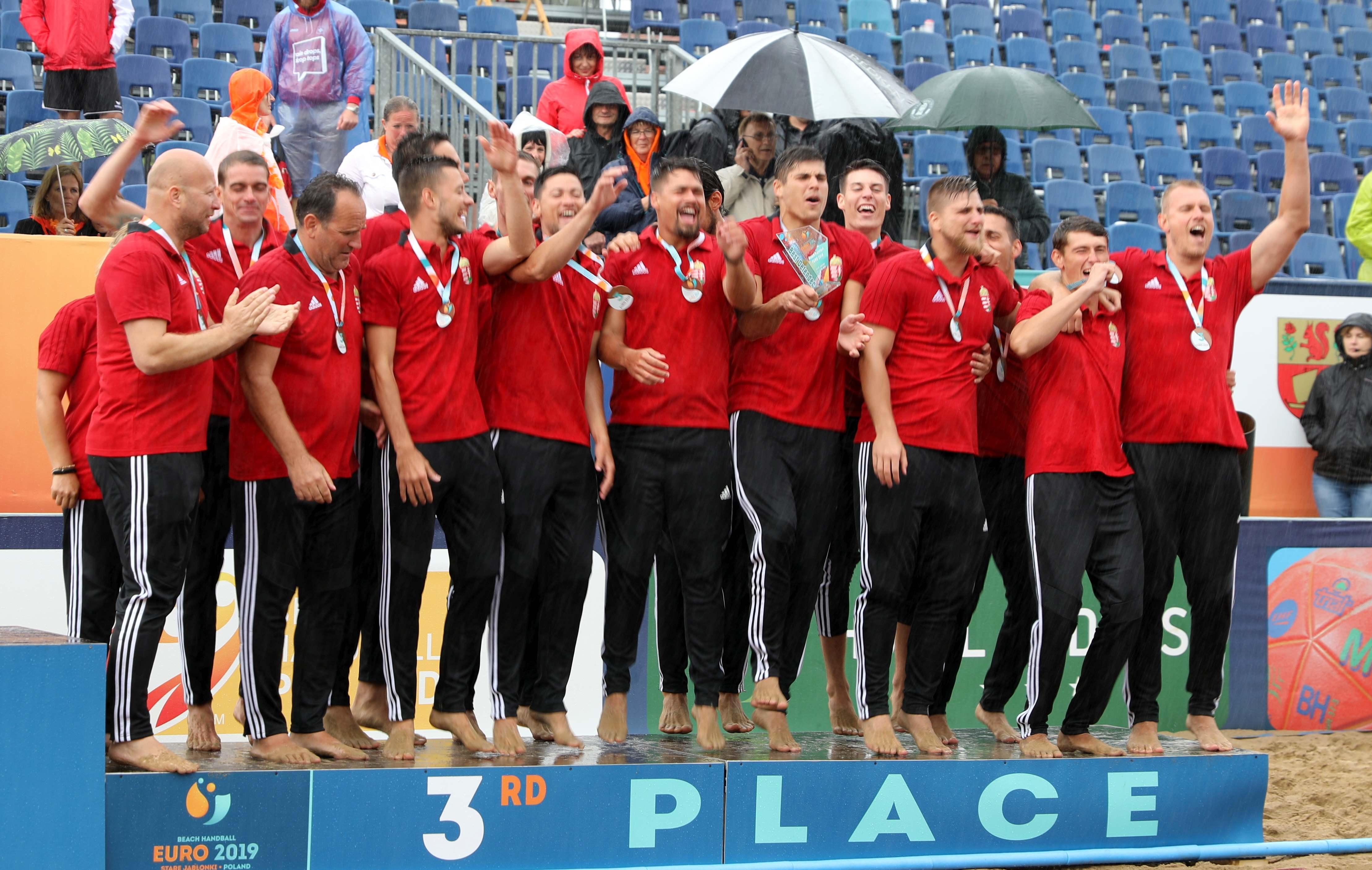
Die ungarische Mannschaft bei der Siegerehrung der Euro 2019

| World-Games - 2017 4. Beachhandball-Weltmeisterschaften - 2016 4. - 2018 Beachhandball-Europameisterschaften - 2017 4. - 2019 | Ungarische Beachhandball-Meisterschaften - 2017 - 2018 - 2019 Ungarischer Beachhandball-Pokal - 2017 - 2018 - 2019 |

## Einzelbelege
1. ↑  Deep Veszprem squad focused on success in anniversary season. Abgerufen am 18. April 2021 (englisch).
2. ↑  kézitörténelem.hu. Abgerufen am 18. April 2021.
3. ↑  European Handball Federation - 2014 Men's European Championship 20 / Final Tournament. Abgerufen am 13. Januar 2021 (englisch).
4. ↑  European Handball Federation - 2015 Men's World Championship U21 / Qualification Europe. Abgerufen am 18. April 2021 (englisch).
5. ↑  European Handball Federation - 2012 Men's ECh Beach Handball 18 / Final Tournament. Abgerufen am 19. November 2020 (englisch).
6. ↑  European Handball Federation - 2013 Men's ECh Beach Handball 19 / Final Tournament. Abgerufen am 17. November 2020 (englisch).
7. ↑  European Handball Federation - 2017 Men's ECh Beach Handball / Final Tournament. Abgerufen am 13. Januar 2021 (englisch).
8. ↑  Kings of the world | IHF. Abgerufen am 7. Januar 2021.
9. ↑  European Handball Federation - 2019 Men's ECh Beach Handball / Final Tournament. Abgerufen am 18. November 2020 (englisch).
10. ↑  kézitörténelem.hu. Abgerufen am 7. Januar 2021.
11. ↑  kézitörténelem.hu. Abgerufen am 13. Januar 2021.

| Personendaten    | Personendaten                                  |
| ---------------- | ---------------------------------------------- |
| NAME             | Gyene, Norbert                                 |
| ALTERNATIVNAMEN  | Norbert, Gyene (ungarisch)                     |
| KURZBESCHREIBUNG | ungarischer Handball- und Beachhandballspieler |
| GEBURTSDATUM     | 18. April 1994                                 |
| GEBURTSORT       | Veszprém                                       |